# Kasteel van Berlieren
Het Kasteel van Berlieren (Frans: Château de Berlieren) is een kasteel, gelegen in de tot de Belgische gemeente Plombières behorende plaats Homburg, gelegen aan de Chemin de Berlieren.

## Geschiedenis
Het kasteel was de zetel van een kleine heerlijkheid, welke van 1124-1582 afhankelijk was van het Sint-Pieterskapittel te Luik. In 1582 werd de heerlijkheid gekocht door Jacques d’Oyembrugge, en in 1587 door Claude de Withem, gouverneur van de Landen van Overmaas. Daarna kwam het aan de familie de Malespine in 1607; de Gavre in 1613; de Trazegnies in 1636; de Furstenberg-Stammheim in 1838; aan de familie Waucquez in 1935; de familie Locht in 1962. Aanvankelijk een landbouwbedrijf, werd het kasteel van 2005-2015 gerenoveerd en ingericht als gastenverblijf.

## Kasteel
Het kasteel ligt in een landgoed van 6 ha, in het dal van een zijriviertje van de Gulp. In dit landgoed liggen diverse vijvers. Het bestaat uit een complex van voor de landbouw bestemde gebouwen, gegroepeerd rond een binnenplaats. De omgrachting werd na jarenlange verwaarlozing weer hersteld. De gebouwen dateren hoofdzakelijk uit de 17e eeuw (er zijn muurankers die het jaartal 1688 tonen), maar het woongedeelte is 19e-eeuws en gebouwd op de fundamenten van de vroegere edelmanswoning, waarvan nog de kalkstenen poort is blijven bestaan. Hoewel de gebouwen in baksteen zijn opgetrokken, rust de oostgevel op een hoge muur van zandsteen. De gebouwen worden gedekt door sterk uitstekende schilddaken.